# Sören Hartmann

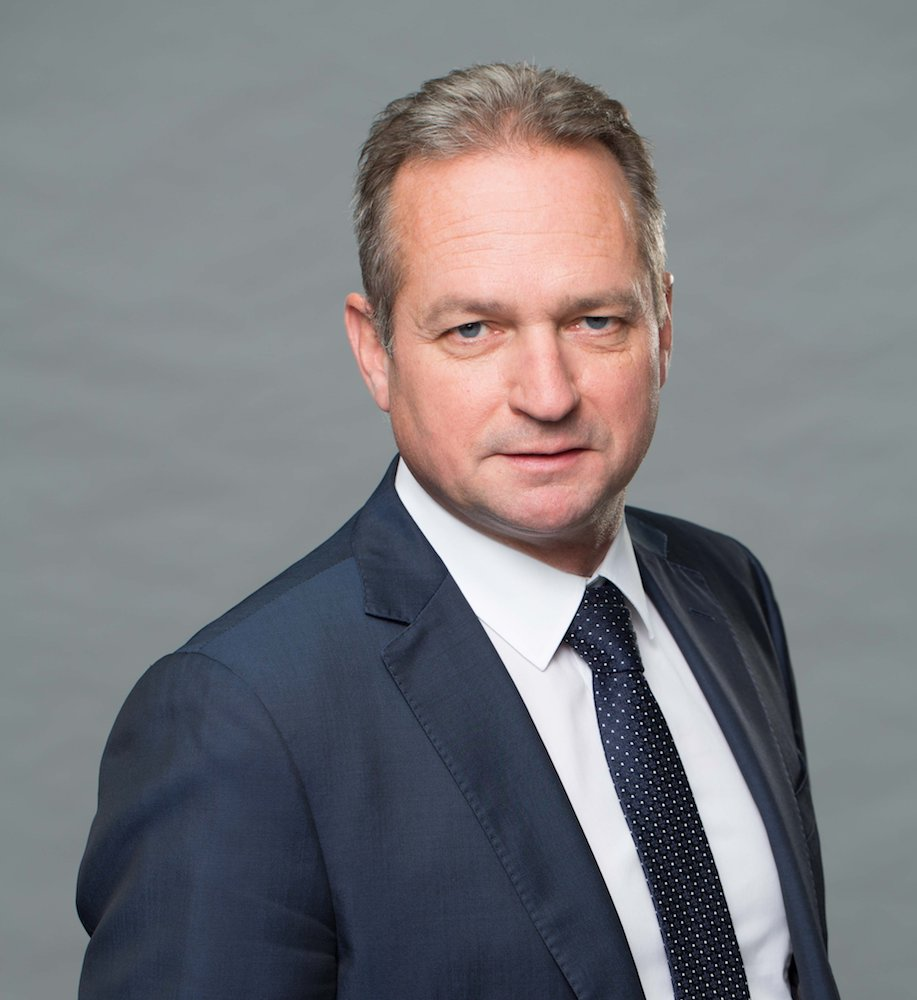
Sören Hartmann (2017)

Sören Hartmann (* 1963 in Bergisch Gladbach) ist ein deutscher Manager. Er ist Chief Executive Officer der DER Touristik Group und Mitglied des Vorstands der Rewe Group.

## Leben
Nach dem Abitur absolvierte Hartmann eine Ausbildung zum Reiseverkehrskaufmann bei der TUI in Hannover. Seine berufliche Laufbahn startete er 1989 in der Unternehmensentwicklung bei der TUI-Tochter Take Off Flugtouristik in Düsseldorf und baute dies maßgeblich mit auf. 1991 wechselte er dann als Bereichsleiter zu Globus Reisen nach Köln, zwei Jahre später heuerte er in ähnlicher Funktion bei der Köln-Düsseldorfer Deutsche Rheinschiffahrt an. 1996 kehre Hartmann zur TUI zurück und stieg dort bis zum Mitglied der Geschäftsführung Touristik von TUI Deutschland auf. 2006 wurde Hartmann zum Geschäftsführer von Robinson Club berufen, einer Tochtergesellschaft des TUI-Konzerns.
2010 übernahm Hartmann dann die Geschäftsführung der Rewe Touristik. In dieser Position richtete er die Aktivitäten der Unternehmensgruppe neu aus, insbesondere um die Rendite zu verbessern. In den Beginn seiner Amtszeit fielen unter anderem der Ausbruch des Eyjafjallajökull, Streiks bei der Deutschen Bahn und der Lufthansa sowie Unruhen in Nordafrika, was das Geschäft der Reiseveranstalter stark belastete. Aufgrund der erfolgreichen Restrukturierung rückte Hartmann schließlich 2014 zum Chief Executive Officer der DER Touristik auf. Er zentralisierte die Organisationsstruktur der Unternehmensgruppe, führte neue Veranstalter ein und baute mit der Übernahme der Kuoni-Veranstalter in Europa das Geschäft erheblich aus.
Ende 2016 kündigte die Rewe Group an, Hartmann werde im Zuge des Wechsels an der Konzernspitze in den Konzernvorstand einziehen. Seit Juli 2017 ist Hartmann Vorstand Touristik der Rewe Group.
Hartmann ist Mitglied im Kuratorium der Reiner Meutsch Stiftung FLY & HELP. Seit dem 1. März 2022 ist er Präsident des Bundesverbandes der Deutschen Tourismuswirtschaft.